# Laguna Blanca (Cile)
Laguna Blanca è un comune del Cile della provincia di Magallanes nella regione di Magellano e dell'Antartide Cilena. Al censimento del 2002 possedeva una popolazione di 663 abitanti.

## Società

### Evoluzione demografica
| Censimento del 1992 | Censimento del 2002 |
| 867 ab.             | 663 ab.             |